# Langourla
Langourla [lɑ̃guʁla] est une ancienne commune française située dans le département des Côtes-d'Armor en région Bretagne, devenue, le 1er janvier 2016, une commune déléguée de la commune nouvelle du Mené.

## Géographie
Commune située au sud-est des Côtes-d'Armor, dans le Mené. La commune est en lisière de la forêt de Boquen et de son abbaye.

### Accès
- Par la route : via Saint-Vran ou Plénée-Jugon par la route D 59. Via Eréac par la D 46. via Mérillac par la D 39. via Collinée ou Le Gouray par la D 46. Il est possible de rejoindre Langourla par la RN 12 par Broons ou Plénée-Jugon depuis les villes de Lamballe, Saint-Brieuc ou Rennes. La commune est également accessible depuis Rennes par la RN 164 via Merdrignac, ainsi que pour Loudéac et les villes du Morbihan.
- Par le train : la gare la plus proche est la gare de Lamballe à 26 km de Langourla, sur la ligne Rennes/Saint-Brieuc/Brest.
- Par l'avion : les aéroports de Saint-Brieuc-Armor et Rennes-Saint-Jacques sont les plus proches de Langourla.

### Communes limitrophes
Distance, par la route, entre Langourla et :
- Lamballe : 26 km
- Loudéac : 35 km
- Saint-Brieuc : 46 km
- Rennes : 68 km
- Saint-Malo : 71 km
- Vannes : 88 km
- Quimper : 168 km
- Brest : 189 km
- Paris : 420 km

### Hydrographie
La commune fait partie de deux bassins versants : celui de la Rance et de l'Arguenon. La Rance traverse le sud de la commune, peu après sa source à Collinée. La rivière marque par endroits la délimitation avec Saint-Vran. L'Arguenon, pour sa part, ne traverse pas Langourla. Mais le ruisseau du Bos Robert au nord de la commune se jette ensuite dans l'Arguenon au niveau de Plénée-Jugon.

### Climat
Le village est sous un climat océanique relativement doux. Les hivers sont humides et en moyenne doux. Les étés sont relativement secs, modérément chauds et ensoleillés.
| Mois                              | jan. | fév. | mars | avril | mai  | juin | jui. | août | sep. | oct. | nov. | déc. | année |
| --------------------------------- | ---- | ---- | ---- | ----- | ---- | ---- | ---- | ---- | ---- | ---- | ---- | ---- | ----- |
| Température minimale moyenne (°C) | 4    | 4    | 5    | 6     | 8    | 11   | 13   | 14   | 12   | 10   | 7    | 5    | 8,2   |
| Température maximale moyenne (°C) | 8    | 9    | 12   | 13    | 16   | 20   | 21   | 22   | 19   | 16   | 12   | 9    | 14,7  |
| Précipitations (mm)               | 80,6 | 52,4 | 47,9 | 64    | 57,2 | 35,8 | 49,7 | 42,6 | 48,4 | 82,9 | 78,1 | 87,2 | 726,8 |

| Diagramme climatique                                  |        |         |       |         |          |          |          |          |          |         |        |
| J                                                     | F      | M       | A     | M       | J        | J        | A        | S        | O        | N       | D      |
| 8480,6                                                | 9452,4 | 12547,9 | 13664 | 16857,2 | 201135,8 | 211349,7 | 221442,6 | 191248,4 | 161082,9 | 12778,1 | 9587,2 |
| Moyennes : • Temp. maxi et mini °C • Précipitation mm |        |         |       |         |          |          |          |          |          |         |        |

## Toponymie
Le nom de la localité est attesté sous les formes Langorlai en 1175, Langourla en 1211 et en 1239, Langorla en 1256 et en 1273, Parochia de Langourla en 1294, Langourlay vers 1330, Langourla en 1346, 1419, 1420, 1498 et en 1516.
Langourla est un toponyme breton composé de deux termes. Lan vient de lann signifiant, soit « ermitage », soit « terre couverte de landes ». Gourla est un nom de personne. Il est très probable que ce nom breton s'écrivait Gourlae, composé du mot Gour « homme » et Lae qui aurait le sens de « fidèle, croyant, religieux ». Gourla signifierait donc « homme fidèle » ou « homme croyant ». Pour LAN, les personnes qui ont étudié la question divergent dans leurs conclusions :
- pour certains[Qui ?], LAN serait un ermitage ou un petit monastère et Gourla un moine gallois qui aurait évangélisé la région vers le Ve siècle apr. J.-C. Comme pour beaucoup d'autres moines celtes de cette époque, il aurait été décrété « saint » par la foi populaire ;
- pour d'autres[Qui ?], ce saint Gourla n'a jamais existé et Lan signifie « terre couverte de landes » appartenant au dénommé Gourla qui a été, par la suite, anobli sous le nom de « de Langourla». En effet, ce n'est que par un arrêté de la Chambre de Réformation en 1669 que la famille fut maintenue noble ;
- pour le professeur Bernard Tanguy, chercheur au CNRS et au Centre de recherche bretonne et celtique de Brest, saint Gourla, moine gallois, n'a jamais existé. Par contre, il lui semble que la seigneurie de Langorla a été une réalité depuis le XIe siècle mais ce n'est qu'en 1239 qu'on trouve mention d'un des seigneurs, Robert de Langourla, à l'occasion d'une donation qu'il fit avant son départ pour Jérusalem, à l'abbaye de Boquen. Mais, pour B. Tanguy, lan, dans le cas présent, signifie bien « ermitage », fondé vers le Xe siècle par un obscur moine breton et non gallois dénommé Gourlae dont on retrouve la trace par les villages actuels de Saint-Gourlais au Croisic (44) et à Muzillac (56) et par la commune de Langrolay-sur-Rance (22), dont l'orthographe était Langorlai en 1165[3].

## Histoire

### Néolithique
À Langourla, la plus vieille trace de civilisation est le menhir de la Coudre (d'autres menhirs ont dû être détruits au cours des siècles). Cela signifie que des hommes ont vécu dans cette commune à l'âge du bronze, soit environ 2 000 ans av. J.-C. Ces hommes vivaient dans des villages et cultivaient déjà la terre. Avant eux, d'autres peuples ont vécu dans la région, mais ils n'ont pas laissé de traces.

### Moyen-Âge
Langourla est une très ancienne paroisse : en 1211, on a des traces de son existence. Mais le nom de Langourla était déjà connu au siècle précédent. Un seigneur de Langourla était attaché au duc Alain Fergent puis au duc Conan III. Il mourut en 1148.
Vers 1273, on retrouve Langourla liée à celle de Saint-Vran sous le nom de Parrochia de Langourla et de Sancto-Verrano. En 1330, chaque paroisse avait retrouvé son indépendance et, en 1790, Langourla devint commune.

### Les Templiers
Le territoire de Langourla s'étendait autrefois jusque Merdrignac et Saint-Launeuc, ce qui obligea d'y ériger deux trèves pour la commodité et l'utilité des paroissiens, à savoir Saint-Vran et Mérillac : peu à peu, ces deux trèves se sont érigées en paroisse, mais Langourla avait le privilège d'être la « mère-Église » de ces trois paroisses. La paroisse fut administrée jusqu'en 1312 par des Templiers.

### Époque Moderne
Par la suite, Langourla fut chef-lieu de canton jusqu'à la Révolution : les communes dépendantes étaient Éréac, Mérillac, Saint-Jacut-du-Mené et Saint-Gilles-du-Mené, une population de 4 000 âmes à l'époque.

### XXe siècle

#### Les guerres du XXe siècle
Le monument aux Morts porte les noms de 102 soldats morts pour la Patrie :
- 89 sont morts durant la Première Guerre mondiale.
- 11 sont morts durant la Seconde Guerre mondiale.
- 1 est mort durant la Guerre d'Algérie.
- 1 est mort durant la Guerre d'Indochine.

### XXIe siècle
Le 23 mars 2015, le projet de création d'une commune nouvelle en remplacement de la Communauté de communes du Mené est approuvé par les conseils municipaux des sept communes concernées. La nouvelle entité baptisée Le Mené doit voir le jour le 1er janvier 2016. L'arrêté préfectoral du 5 octobre 2015 a officiellement créé la nouvelle commune.

## Héraldique
| Blason | Blasonnement : D'azur aux trois bandes d'or. |

## Économie, éducation, vie sociale, loisirs

### Entreprises et emploi

#### Entreprises
À Langourla, on dénombre vingt-six entreprises agricoles (élevage, culture, services agricoles…), trois débits de boissons, dont un bar-restaurant, et deux bars-épiceries, une boulangerie-pâtisserie, quatre entreprises culturelles (animation, spectacle, arts…), trois entreprises de bâtiment (maçonnerie, couverture et charpente), deux gîtes touristiques et, enfin, une agence la Poste.

#### Emploi
En 2004, on comptait 39,7 % d'actifs (dont 9,7 % de chômeurs), 34,8 % de retraités, 18,6 % de jeunes scolarisés et 6,9 % de personnes sans activité.
| Type d'emploi               | Agriculteurs | Artisans, commerçants, chefs d'entreprise | Cadres, professions intellectuelles | Professions intermédiaires | Employés | Ouvriers |
| --------------------------- | ------------ | ----------------------------------------- | ----------------------------------- | -------------------------- | -------- | -------- |
| Langourla                   | 19,4 %       | 6,5 %                                     | 3,2 %                               | 8,1 %                      | 24,2 %   | 38,7 %   |
| Moyenne Nationale           | 2,4 %        | 6,4 %                                     | 12,1 %                              | 22,1 %                     | 29,9 %   | 27,1 %   |
| Sources des données : INSEE |              |                                           |                                     |                            |          |          |

### Enseignement
Il y a deux écoles à Langourla, une école privée et une école publique, chacune faisant partie de regroupement avec les communes voisines de Saint-Vran et Mérillac.

### Vie sociale et loisirs
Une bibliothèque associative est présente dans la commune.
Langourla dispose d'un terrain de football, mais son club de football est désormais regroupé avec ceux des communes de Saint-Vran et Mérillac. Un club de tennis loisir utilise le terrain de tennis, à disposition de tous hors des heures du club.
Les chasseurs peuvent adhérer à l'association de chasse et chasser dans plusieurs forêts et bois de Langourla. Les pêcheurs peuvent, eux, pêcher dans le plan d'eau communal en se renseignant auprès de l'association "Langourlavie".
Cette dernière organise également le feu d'artifice annuel et quelques animations toute l'année.
Les amateurs de chevaux pourront assister aux courses organisées chaque année, au champ de courses, par l'association "les Amis du Cheval".
D'autres associations organisent, elles aussi, des repas, des soirées ou des animations (écoles, 3e âge…). On peut noter ainsi l'association "Futurocom" qui organise le festival Jazz in Langourla à la mi-août, ainsi que l'association "Les Amis de Saint-Gilles" qui organise le pardon festif de la chapelle Saint-Gilles début septembre.

### Fleurissement
Langourla obtient régulièrement de bons résultats au concours de fleurissement départemental « Villes et villages fleuris » (catégorie des 501 à 1 000 habitants) :
- 2008 : 2e prix et prix du meilleur jardinier pour David Rouxel, ouvrier communal ;
- 2009 : 3e prix ;
- 2010 : 1er prix ;
- 2011 : 1er prix et « Prix de l'innovation environnementale ».

## Politique et administration

### Rattachements administratifs et électoraux
La commune de Langourla était rattachée au canton de Collinée et faisait partie de la communauté de communes du Mené, qui regroupait les six communes du canton ainsi que Plessala. La création de la commune nouvelle du Mené conduit à la dissolution des deux entités.

### Liste des maires délégués
| Période        | Période  | Identité     | Étiquette | Qualité                                        |
| -------------- | -------- | ------------ | --------- | ---------------------------------------------- |
| 6 janvier 2016 | mai 2020 | Michel Ulmer | SE        | Retraité de la fonction publique Réélu en 2020 |

## Démographie
| 1793  | 1800  | 1806  | 1821  | 1831  | 1836  | 1841  | 1846  | 1851  |
| ----- | ----- | ----- | ----- | ----- | ----- | ----- | ----- | ----- |
| 1 160 | 1 142 | 1 111 | 1 155 | 1 302 | 1 300 | 1 318 | 1 370 | 1 352 |

| 1856  | 1861  | 1866  | 1872  | 1876  | 1881  | 1886  | 1891  | 1896  |
| ----- | ----- | ----- | ----- | ----- | ----- | ----- | ----- | ----- |
| 1 274 | 1 357 | 1 469 | 1 469 | 1 586 | 1 541 | 1 548 | 1 550 | 1 579 |

| 1901  | 1906  | 1911  | 1921  | 1926  | 1931  | 1936  | 1946  | 1954  |
| ----- | ----- | ----- | ----- | ----- | ----- | ----- | ----- | ----- |
| 1 624 | 1 588 | 1 593 | 1 351 | 1 326 | 1 302 | 1 313 | 1 187 | 1 016 |

| 1962 | 1968 | 1975 | 1982 | 1990 | 1999 | 2004 | 2009 | 2013 |
| ---- | ---- | ---- | ---- | ---- | ---- | ---- | ---- | ---- |
| 967  | 895  | 765  | 690  | 631  | 609  | 631  | 555  | 522  |

Pyramide des âges de Langourla en 2004, en pour cent :
| \| Hommes \| Classe d’âge \| Femmes \| \| ------ \| ------------ \| ------ \| \| 32,7 \| 60 et plus \| 39,4 \| \| 26,8 \| 40 à 59 \| 21,0 \| \| 20,2 \| 20 à 39 \| 16,8 \| \| 20,2 \| 0 à 19 \| 22,9 \| |              |        |
| Hommes | Classe d’âge | Femmes |
| 32,7 | 60 et plus   | 39,4   |
| 26,8 | 40 à 59      | 21,0   |
| 20,2 | 20 à 39      | 16,8   |
| 20,2 | 0 à 19       | 22,9   |

## Lieux et monuments

### Les églises

#### Première église Saint-Eutrope
La première église était antérieure au XIIIe siècle et située à l'emplacement actuel de la mairie et du bureau de Poste. Dédiée à saint Eutrope, il ne subsiste aucune trace de celle-ci, détruite en 1845. Avant la Révolution, Langourla possédait des reliques de saint Eutrope, enchâssées dans un bras d'argent qui fut enlevé par Palasne de Champeaux et ses troupes.

#### Chapelle Saint-Eutrope

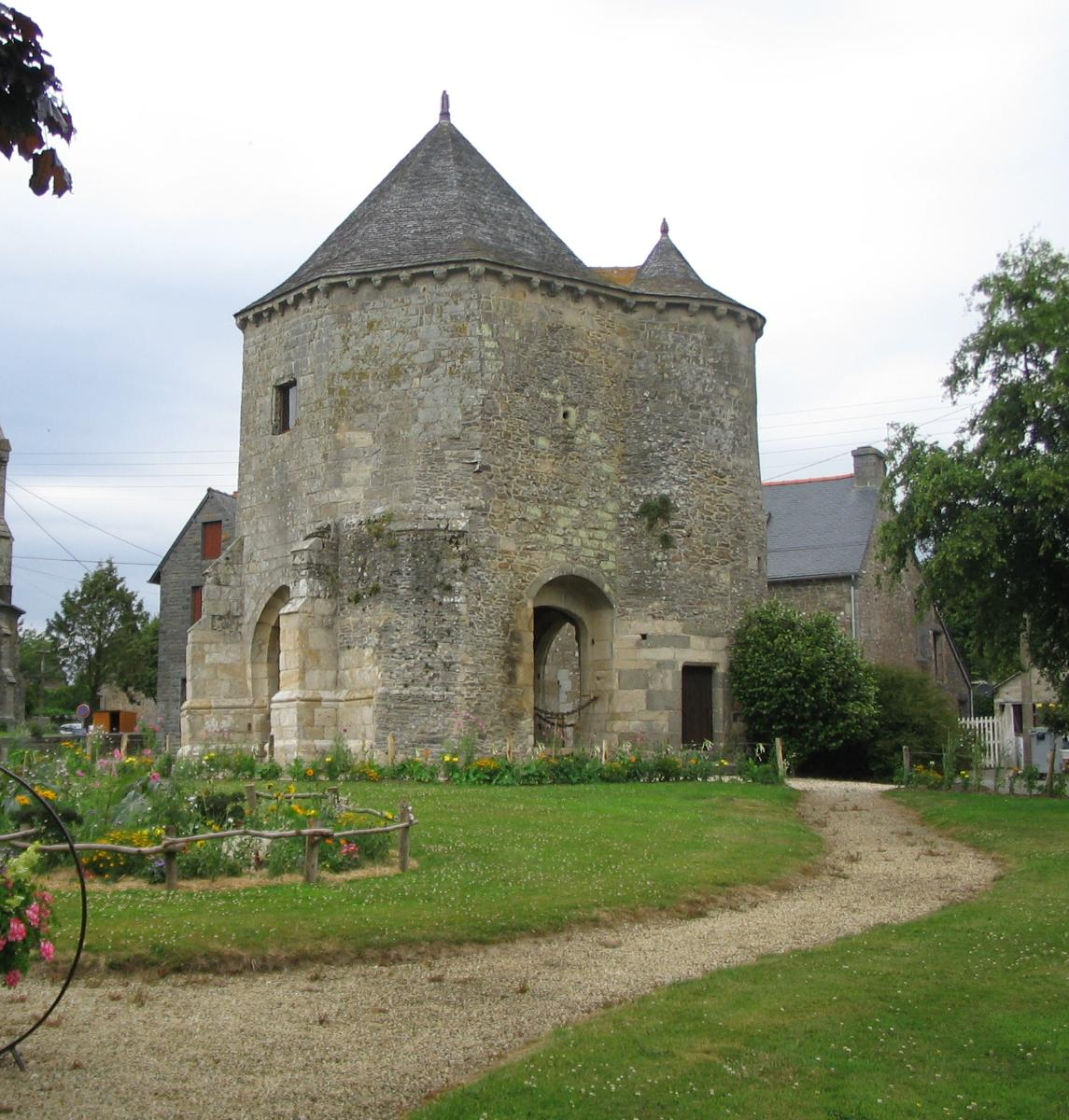
La tour Saint-Eutrope à Langourla.

La tour Saint-Eutrope daterait du XIIIe siècle mais est répertoriée comme du XVIe siècle dans la base Mérimée. De forme octogonale et construite avec des pierres de taille, elle compte quatre ouvertures sur arcs d'ogives. Elle est flanquée au nord d'une petite tourelle qui accueille un escalier en colimaçon. Il y a un petit étage sous la charpente. Sur les piliers, on peut observer le blason de la commune.
Cette tour est ce qui reste de l'ancienne église Saint-Eutrope (à nouveau) de Langourla. Celle-ci subissant le poids des années devait être démolie entièrement. Mais Mgr David, évêque de Saint-Brieuc, intervient en 1866, pour qu'il soit préservé ce qu'il reste encore aujourd'hui. Quand la démolition de cette église commença en 1869, on conserva donc la tour. Elle devenu alors la chapelle des morts, veillant sur le cimetière vieux de douze siècles à son pied. Elle fut également un lieu de pèlerinage car saint Eutrope avait, dit-on, le pouvoir de guérir l'hydropisie et la migraine. Les pèlerins devaient appliquer la terre du pied de la tour sur leurs maux, puis reposer cette terre à sa place. Certains ont donc rapporté cette terre à leurs malades pour revenir ensuite la replacer.
À la fin des années 1950, il fut à nouveau question de la démolir. Envahie par le lierre, sa charpente donnait des signes de fatigue. La tour Saint-Eutrope fut à nouveau sauvée en étant classée  au titre des monuments historiques par arrêté du 19 mai 1965.
Elle fut alors entièrement rénovée.
Le cimetière, lui, a été transféré à la sortie Est du bourg à la fin des années 1950. Un petit espace de verdure et de fleurs l'a remplacé.

#### Église Saint-Pierre
La première pierre de la troisième église de Langourla fut posée le 11 juillet 1870. Durant sa construction, on célébra la messe dans la chapelle Saint-Joseph, agrandie à la hâte par une baraque en bois du côté sud afin d'accueillir tous les habitants. Elle fut enfin terminée le 5 octobre 1873 et dédiée à saint Pierre.
C'est l'église actuelle de Langourla.

### Les chapelles

#### Chapelle Saint-Yves
La chapelle Saint-Yves, ou chapelle des Rochettes, est aujourd'hui disparue. Elle se situait au lieu-dit de la Rochette, au sud du bourg de Langourla. Elle fut construite en 1658 par Guillaume Turmel et Marguerite Pilorget. Selon la légende, une cour de justice se trouvait à la Saudraie, près de la Rochette, et un différend entre Saint-Vran, Mérillac et Langourla devait y être jugé. Les Langourlaciens auraient alors fait vœu à Saint-Yves de lui bâtir une chapelle si le procès leur donnaient raison. Il faut croire que ce fut le cas car la chapelle vit le jour.
La Révolution française a eu raison de la solidité de cette chapelle. Elle fut abandonnée et tomba en ruines.
La chapelle fut amputée de ce qui restait de ses murs en 1844 pour réparer les constructions de M. de La Noue, propriétaire de l'époque. À la fin des années 1950, plusieurs personnes attestent la présence de décombres à l'endroit de la chapelle : il ne restait alors qu'une partie des fondations. Aujourd'hui, il n'en reste aucune trace.

#### Chapelle Saint-Joseph
La chapelle Saint-Joseph n'a pas d'âge. On sait seulement qu'une "confrérie de Saint-Joseph" s'établit dans ce lieu en 1619. La chapelle daterait donc de cette époque. Elle est située au nord du bourg.
Pendant la Révolution française, elle fut à moitié démolie et servit même d'écurie à chevaux pour le fils de Palasne de Champeaux, député pendant la Révolution. Ce fils et son armée auraient profané les reliques, volé l'argenterie et l'ornement des chapelles, allant même jusqu'à emporter l'une des cloches de la chapelle.
En 1818, Anne-Marie Rouault de Livoudray en entreprit la restauration. La chapelle put à nouveau célébrer l'office en 1821, sans sa dernière cloche, tombée lors des travaux. Une nouvelle cloche fut mise en place en septembre 1837 et baptisée Antoinette-Sophie. La chapelle fut rénovée une nouvelle fois en 1905. Pendant longtemps, des foires annuelles ont attiré des foules considérables autour de la chapelle.
Elle abrite, aujourd'hui encore, un vitrail du XVe siècle sur le pignon ouest et veille sur le chêne miraculeux.
Ce chêne séculaire est mort, mais sa carcasse est restée. Un nouveau chêne a été replanté au même endroit et son tronc se mélange aujourd'hui avec les restes du vieux chêne. Déjà vénéré à l'époque des druides, le chêne est un symbole légendaire de fécondité. Autrefois, les femmes, voulant un enfant ou un mari, venaient s'y frotter le fessier à la nuit tombée pour que leur vœu se réalise.

#### Chapelle Saint-Georges
La chapelle Saint-Georges est située au sud-est du bourg, au village de Blanc-Mouton. Elle daterait du XVIIe ou XVIIIe siècle.
Elle côtoie le manoir de Blanc Mouton, construit au XVIIe siècle. Ce sont d'ailleurs les notables y habitant qui font construire cette petite chapelle, pour leur usage personnel. Des écrits du début du XXe siècle racontent que la foule étaient bien trop nombreuse pour les messes célébrant saint Georges. Et ce n'est pas étonnant, cette minuscule chapelle peut accueillir tout au plus une vingtaine de personnes.
La chapelle a été restaurée au début du XIXe siècle, mais est aujourd'hui à l'abandon, sans même un chemin pour y accéder.

#### Chapelle Saint-Gilles

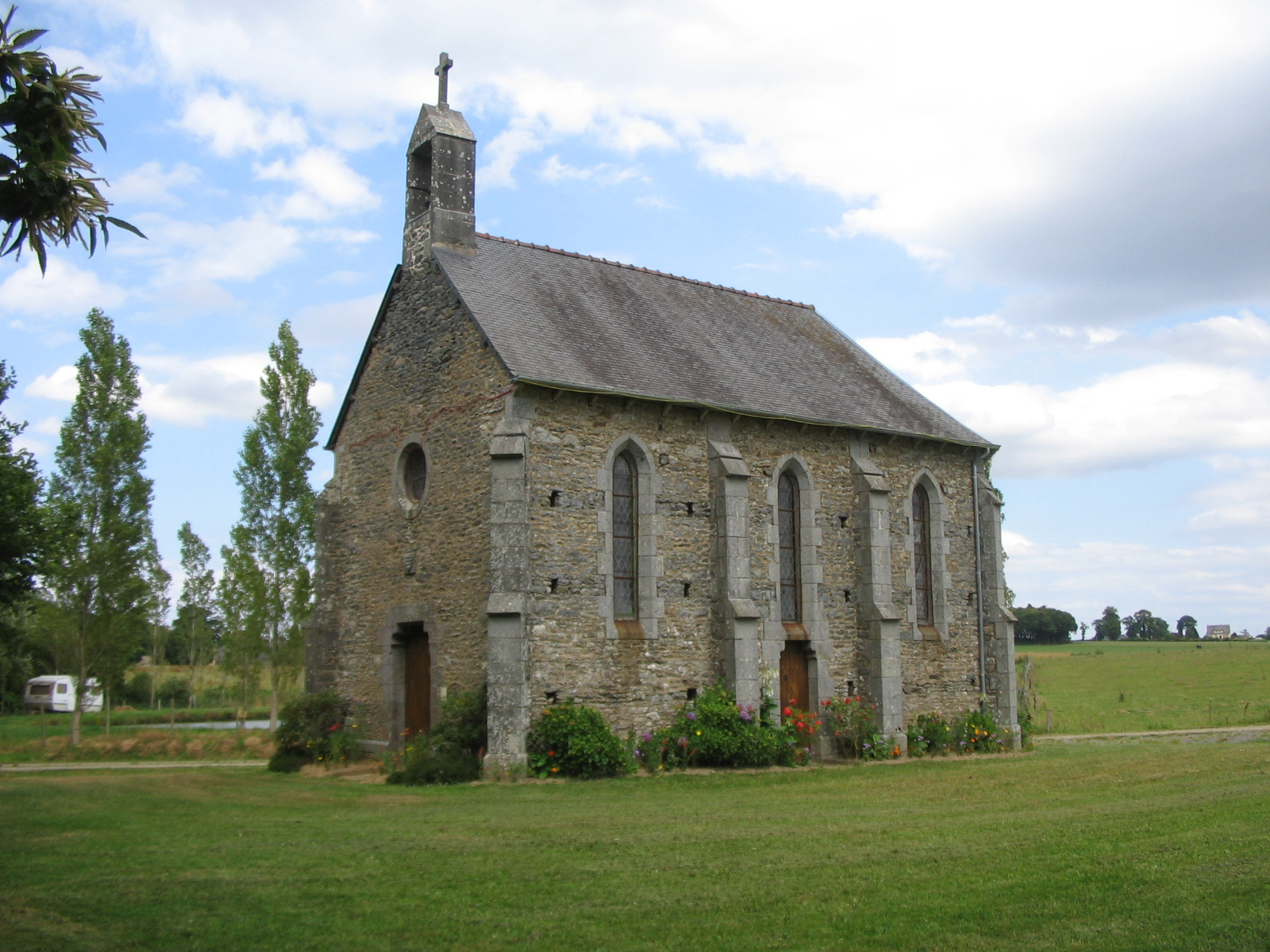
La chapelle Saint-Gilles-des-Prés à Langourla.

La chapelle Saint-Gilles-des-Prés est située au sud-ouest du bourg, non loin du village du Plessis. Sa construction remonte au milieu du XVe siècle. Les archives de la paroisse racontent qu'en l'an 1450, Gilles de Bretagne mourut, étouffé entre deux matelas, au château de la Hardouinais à Saint-Launeuc. Son corps fut transporté à l'abbaye de Boquen à Plénée-Jugon. Les quatre bœufs, qui tiraient le char funèbre, s'arrêtèrent à l'endroit où la chapelle est maintenant construite. Ils refusèrent d'avancer plus. Le prêtre et les autres personnes du cortège se mirent alors à prier Dieu et saint Gilles pour qu'ils leur viennent en aide. Un des bœufs frappa alors une pierre de son sabot. L'empreinte y resta gravée. Les animaux reprirent leur route jusqu'à Boquen. Il fut donc élevé une chapelle. Voilà pour la légende.
Jusqu'à encore peu de temps, des pèlerins venaient de loin guérir leurs « peurs » en priant dans la chapelle et en s'aspergeant de l'eau de la fontaine située non loin. De plus, le pardon célébré le premier dimanche de septembre de chaque année attirait beaucoup de monde, là encore plus que la chapelle ne pouvait contenir.
La chapelle tombait en ruines quand il fut décidé de la restaurer entièrement de 1914 à 1919. Elle tomba à nouveau en désuétude après la seconde guerre.
Une association, nommée "Les amis de Saint-Gilles" et composée de voisins de la chapelle, a décidé en 2003 de relancer le pardon et de restaurer la chapelle. Vous pouvez donc encore assister à la messe dans la chapelle, ainsi qu'à un repas, le premier dimanche de septembre de chaque année.

### Les autres endroits de la commune

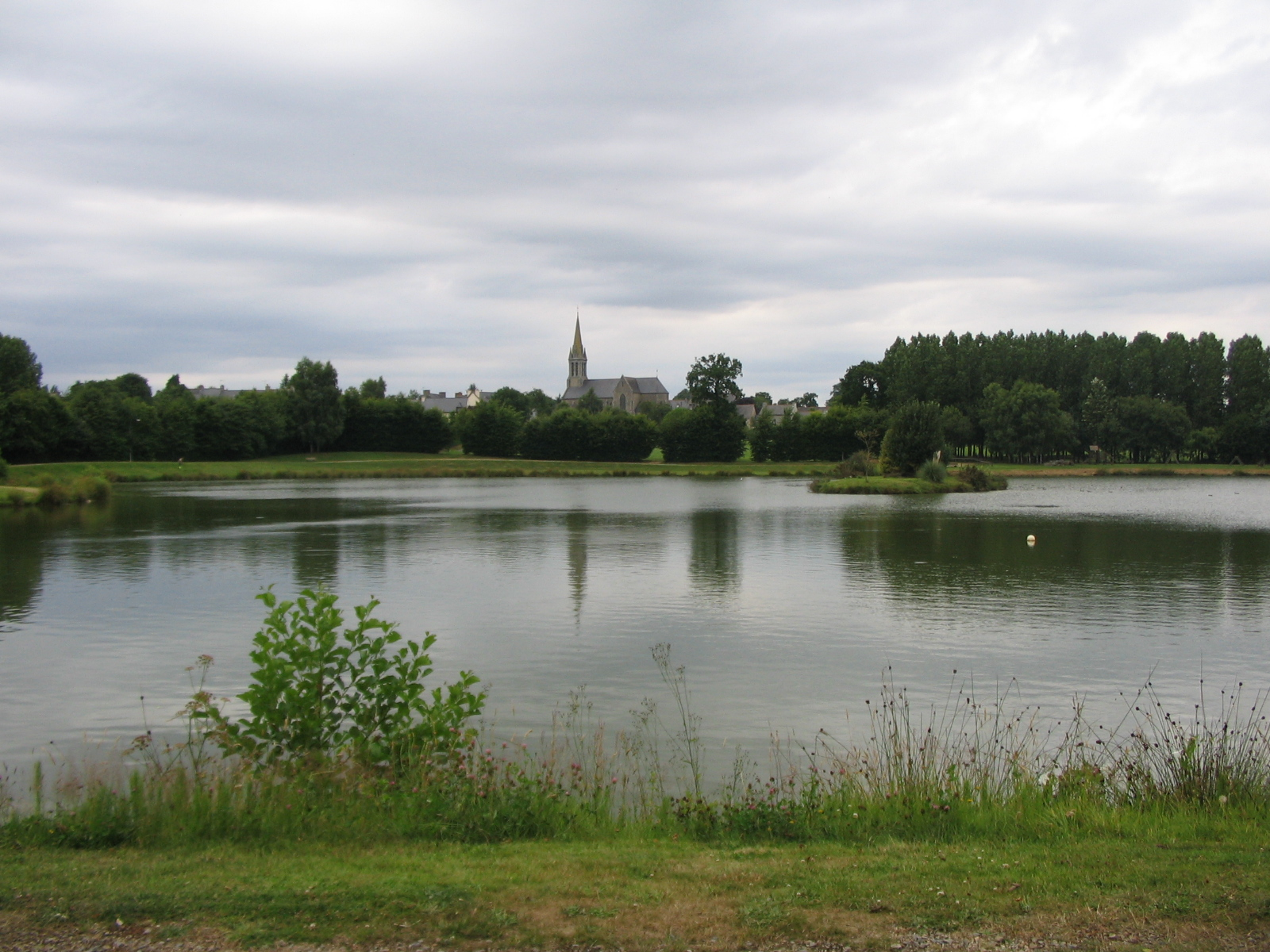
Le plan d'eau et l'église Saint-Pierre de Langourla.

- Menhir de la Coudre : menhir à demi-renversé.
- Un chaos granitique est visible à Quémelin, au sud-ouest du bourg.
- Un plan d'eau est situé en contrebas du bourg, à la Ville Ducas. Tout près de là se trouve l'ancienne carrière Colombel. Une grande partie du granite utilisé dans la commune (et au-delà) au début du XXe siècle venait de cette carrière. Elle est aujourd'hui aménagée en théâtre de verdure et accueille, entre autres, un festival de jazz depuis 1996.
- Un circuit VTT fait le tour de la commune en passant par chacun des endroits cités plus haut.